# Apanteles midas
Apanteles midas är en stekelart som beskrevs av Nixon 1972. Apanteles midas ingår i släktet Apanteles och familjen bracksteklar. Inga underarter finns listade i Catalogue of Life.